# Leucophora inflata
Leucophora inflata este o specie de muște din genul Leucophora, familia Anthomyiidae. A fost descrisă pentru prima dată de Camillo Rondani în anul 1877.
Este endemică în Italia. Conform Catalogue of Life specia Leucophora inflata nu are subspecii cunoscute.